# Birgit Brüel
Birgit Brüel (Copenhaga, 6 de outubro de 1927 - Gentofte, 23 de fevereiro de 1996) foi uma cantora dinamarquesa que ficou conhecida internacionalmente por ter representado a Dinamarca no Festival Eurovisão da Canção 1965.
Brüel começou a saua carreira profissional em 1950, quando ela se juntou ao   Brüel Quartet como cantora jazz, e começou treinando na  Danish Royal drama school.  Casou-se pela segunda vez em 1951 e teve dois filhas gémeas no ano seguinte (ela já tinha tido uma filha do primeiro casamento que tinha terminado em divórcio em 1949)). Durante a década de 1950 tornou-se bem conhecida como atriz de teatro, e entre 1961 e 1966 ela cantou para a Danish Radio Jazz Group.
Em 1965, Brüel entrou na seleção dinamarquesa para o Festival Eurovisão da Canção 1965, no  Dansk Melodi Grand Prix, que ela venceu com a canção "For din skyld" (" Por atenção a ti").  Desta meneira, representou a Dinamarca no décimo festival Festival Eurovisão da Canção 1965 que teve lugar em Nápoles em 20 de março desse ano. A sua canção "For dyn skyld" terminou em sétimo lugar (entre 18 participantes). A canção apenas recebeu votos da Suécia e do Luxemburgo, mas que atribuíram a pontuação máxima (5 pontos.
Brüel combinou a canção com a carreira de atriz em vários filmes até aos inícios dos anos 90.  Durante a década de 1970, ela envolveu-se no  Amazonegruppen, a um grupo musical e teatral feminista. A sua última gravação musical foi Den hemmelige rude, um álbum de 1995, constituído por poemas de Tove Ditlevsen transformados em música.
Brüel morreu de causas não divulgadas oficialmente em 23 de fevereiro de 1996, com 68 anos.

## Filmografia
- Far til fire (1953)
- Far til fire i sneen (1954)
- En sømand går i land (1954)
- Pigen i søgelyset (1959)
- Weekend (1962)
- To (1964)
- Der var engang en krig (1966)
- I den grønne skov (1968)
- Det kære legetøj (1968)
- Jeg elsker blåt (1968)
- Et døgn med Ilse (1971)
- Kære Irene (1971)
- Med kærlig hilsen (1971)
- Man sku' være noget ved musikken (1972)
- Ta' det som en mand, frue (1975)
- Normannerne (1976)
- Familien Gyldenkål vinder valget (1977)
- Trællene (1978)
- Johnny Larsen (1979)
- Skal vi danse først? (1979)
- Trællenes oprør (1979)
- Trællenes børn (1980)
- Glashjertet (1988)
- Smukke dreng (1993)